# Chiantla
Chiantla è un comune del Guatemala facente parte del dipartimento di Huehuetenango.
Secondo le cronache di Antonio de Remesa, l'abitato venne fondato dai missionari domenicani nel 1540. Tra il 1881 ed il 1885 Chiantla fu capoluogo del dipartimento.